# 440-й окремий вертолітний полк
440-й окремий гелікоптерний полк — тактичне формування Армійської авіації Російської Федерації.
Умовне найменування — Військова частина № 41687 (в/ч 41687). Скорочене найменування — 440 овп.
Формування знаходиться у складі 6-ї армії ВПС та ППО Західного військового округу з пунктом постійної дислокації на аеродромі Двоївка біля міста Вязьма.

## Історія
440-й окремий гелікоптерний полк створено 1 березня 1987 року на базі окремих гелікоптерних ескадрилій танкових дивізій 3-ї загальновійськової армії ЗГВ. Базувався на німецькому аеродромі Штендаль і перебував у складі 3-ї загальновійськової армії.
7 жовтня 1991 виведений зі Штендаля в Закавказький військовий округ до складу 4-ї загальновійськової армії. потім 14 липня 1992 передислокований до Московського військового округу на аеродром Двоївка під Вязьмою.
У ході реформи Збройних сил Росії 440-й окремий гелікоптерний полк у 2009 році переформований у 378-ю авіаційну базу армійської авіації 1-го командування ВПС та ППО. У грудні 2017 року авіабазу переформували назад у 440-й окремий вертолітний полк у складі 6-ї армії ВПС та ППО.